# Gole di Todra
Le gole di Todra (in arabo مضيق تودغا‍‌‎?, Maḍīq Tūdgha) sono un canyon situato nella zona orientale della catena montuosa dell'Alto Atlante in Marocco, vicino alla città di Tinerhir. Sia il fiume Todra che il vicino Dades hanno scavato, nel corso dei millenni, un canyon fra le rocce (in arabo wadi) nel loro corso finale fra le montagne. Gli ultimi 600 metri delle gole sono i più spettacolari. Qui le due pareti rocciose raggiungono la loro minor distanza pari a un minimo di 10 metri, con rocce a strapiombo che raggiungono i 160 metri di altezza.

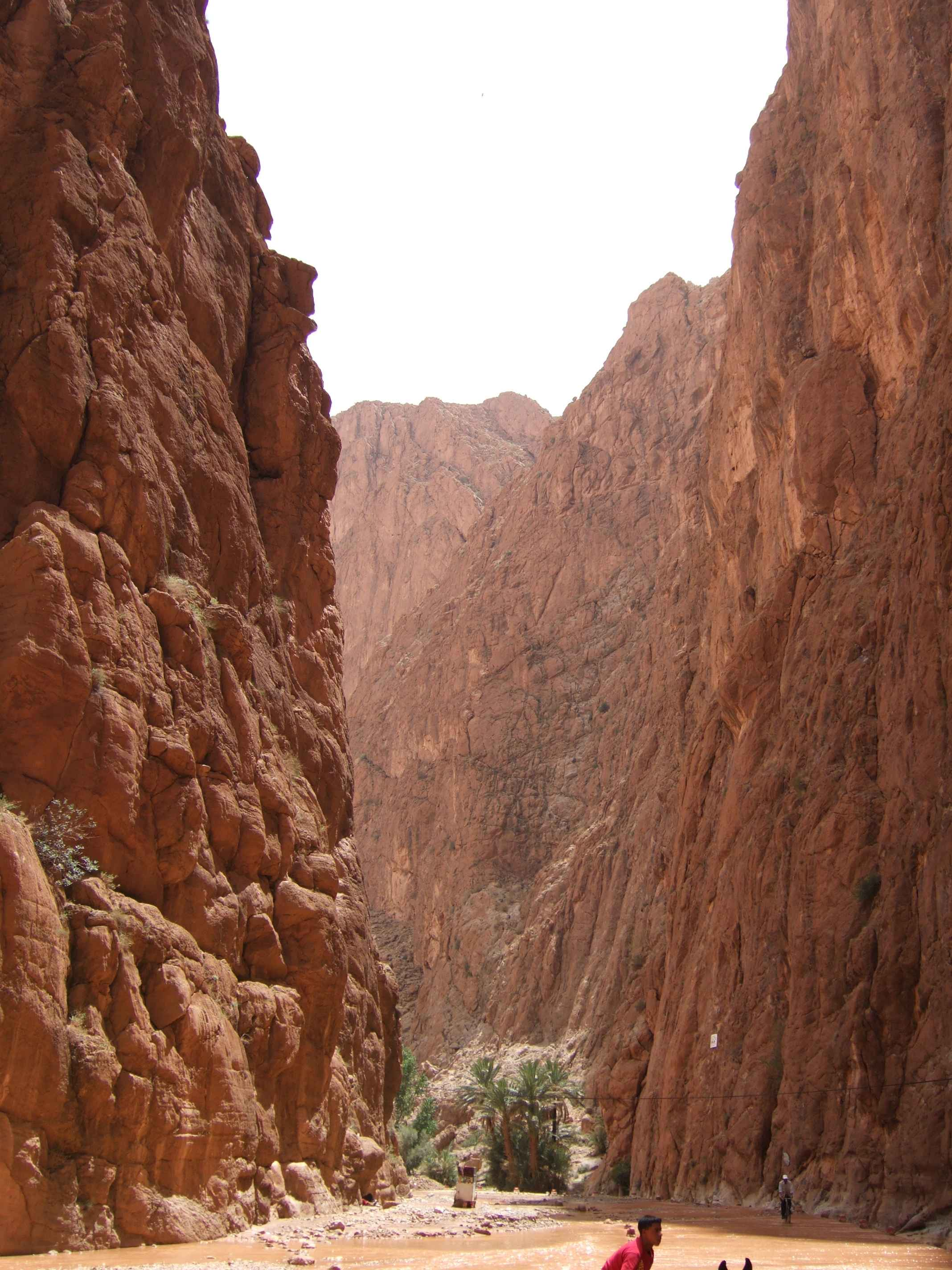
Le gole di Todra nel punto più stretto.

Il flusso del piccolo ghiacciaio che alimenta il fiume, che un tempo riempiva la gola, oggi è molto modesto e presente solo nella stagione delle piogge. L'escursione nella gola è facile lungo una strada asfaltata in buone condizioni, sopraelevata rispetto al letto del torrente. Il paesaggio è spettacolare. La popolazione locale è visibile con i suoi piccoli asini o cammelli e sparuti gruppetti di capre.
L'area non è più così remota com'era una volta. Una strada asfaltata ben curata conduce alla valle da Tinerhir attraverso la gola. Una strada in calcestruzzo prosegue su per la valle, oltre le strutture alberghiere presso la bocca della gola fino ai villaggi di Aït Hani, Tamtatouchte e Imilchil.
Grazie alle robuste pareti rocciose, con molte superfici irregolari, le gole di Todra sono molto apprezzate dagli alpinisti. Più di 150 itinerari, classificati tra il grado + 5 e 8 sono stati realizzati nel canyon.
Le gole sono state utilizzate come location del reality show statunitense Expedition Impossible.
Nel 2012 sono state utilizzate per il video pubblicitario della Cadillac CTS.